# Plectris exigua
Plectris exigua är en skalbaggsart som beskrevs av Frey 1973. Plectris exigua ingår i släktet Plectris och familjen Melolonthidae. Inga underarter finns listade i Catalogue of Life.